# زوران جينجيتش

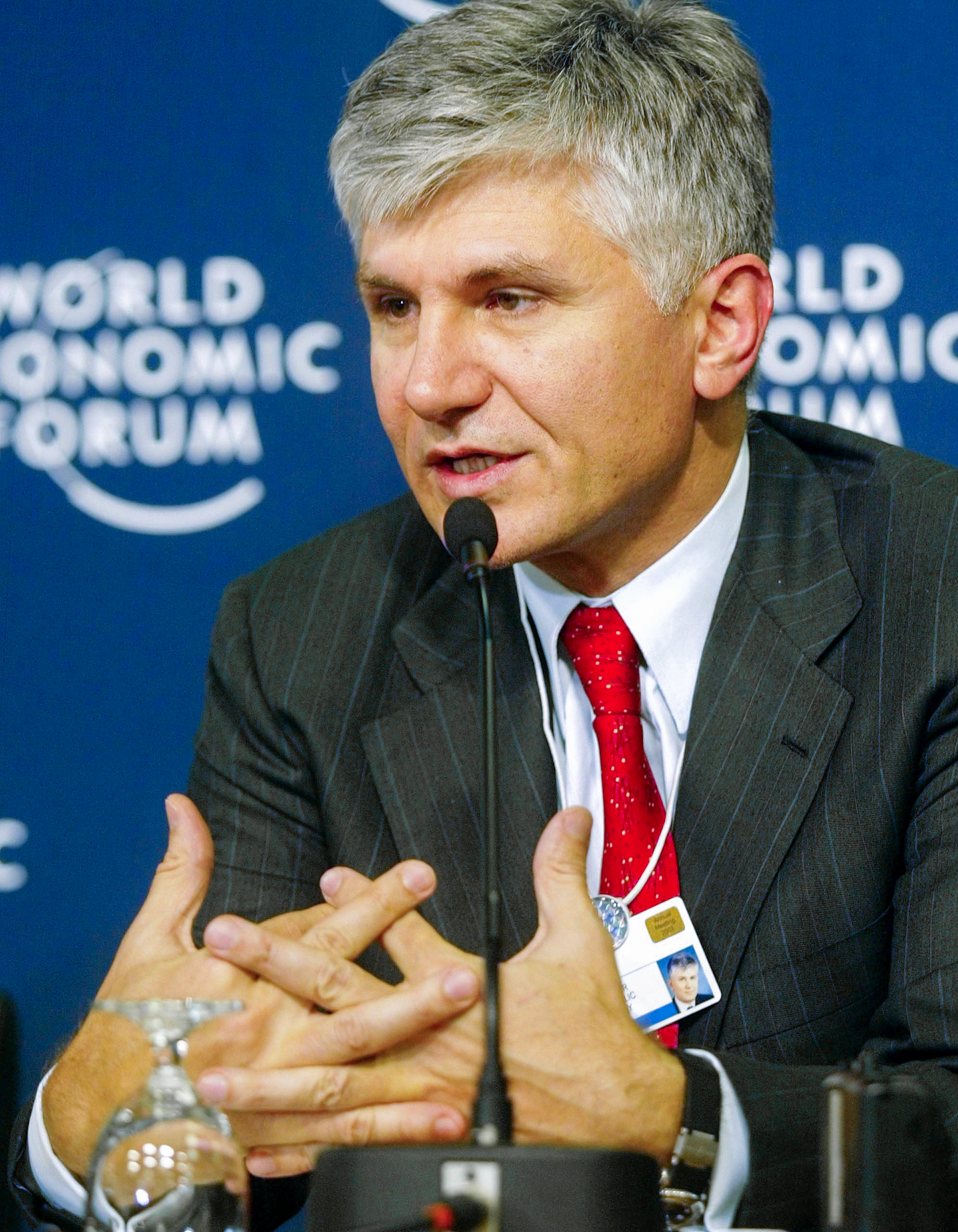
زوران جينجيتش

زوران جينجيتش (Зоран Ђинђић بالسريلية الصربية) (بالإنجليزية: Zoran Djindjic)؛ (1 أغسطس 1952 - 12 مارس 2003)، أول رئيس وزراء غير-شيوعي للجمهورية الصربية من بعد الحرب العالمية الثانية. أُغْتِيل جينجيتش في 12 مارس 2003 برصاصة قناص اخترقت قلبه و ذلك أمام مبنى الحكومة.

## روابط خارجية
- زوران جينجيتش على موقع IMDb (الإنجليزية)
- زوران جينجيتش على موقع مونزينجر (الألمانية)